# Conneautville
Conneautville är en kommun av typen borough i Crawford County i den amerikanska delstaten Pennsylvania med en yta av 3 km² och en folkmängd som uppgår till 848 invånare (2000). Orten grundades 1814 av Alexander Power och kallades först Powerstown men namnet ändrades sedan till Conneautville. Power själv kom med det nya namnförslaget.

## Kända personer från Conneautville
- John T. Rich, politiker